# 地皮棘豆
地皮棘豆（学名：Oxytropis pellita）为豆科棘豆属下的一个种。分布在中国新疆萨乌尔山至阿拉套山。哈萨克斯坦、乌兹别克斯坦、土库曼斯坦。